# Elbschlösser

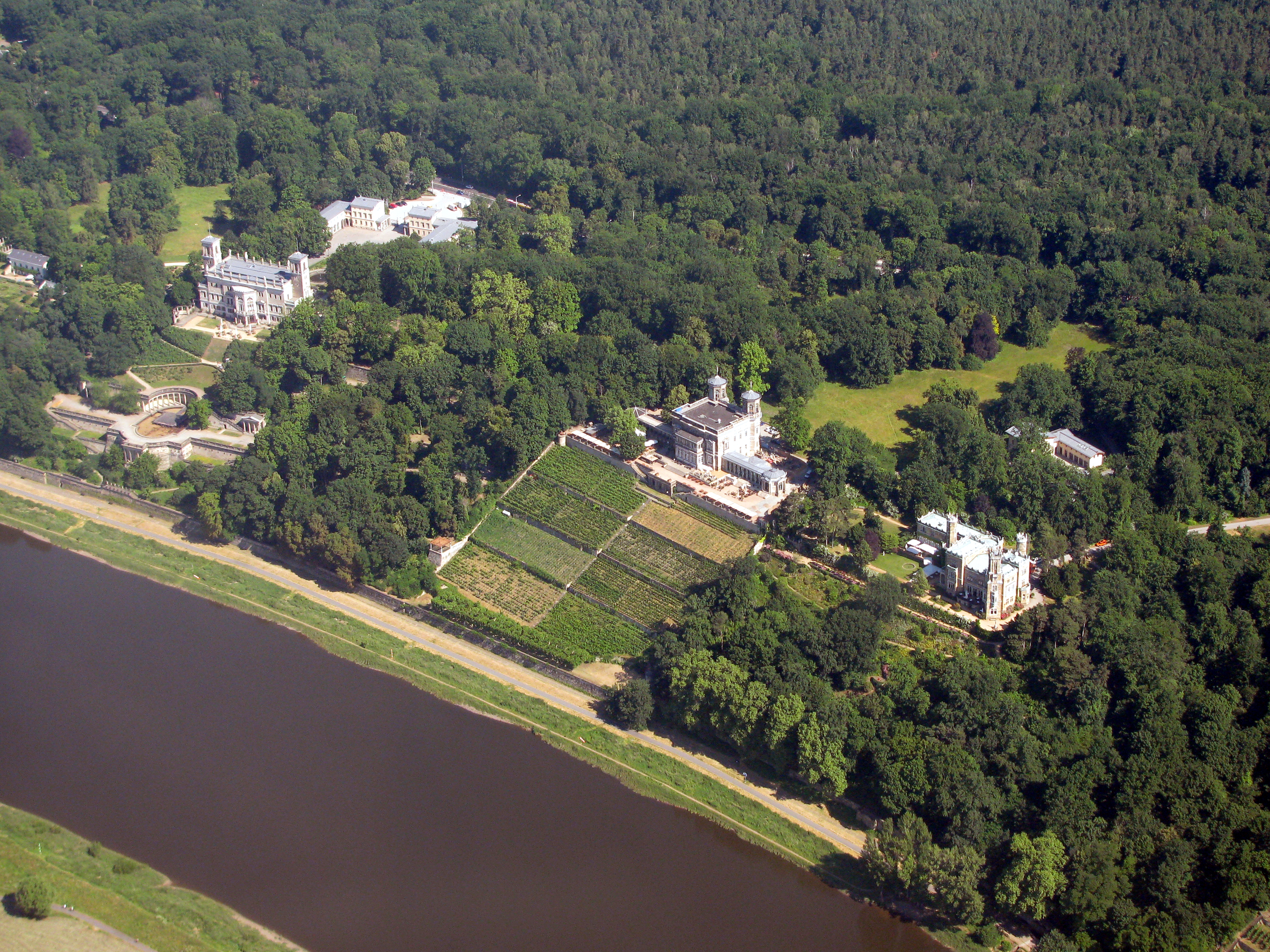
Die drei Elbschlösser vom Flugzeug aus gesehen

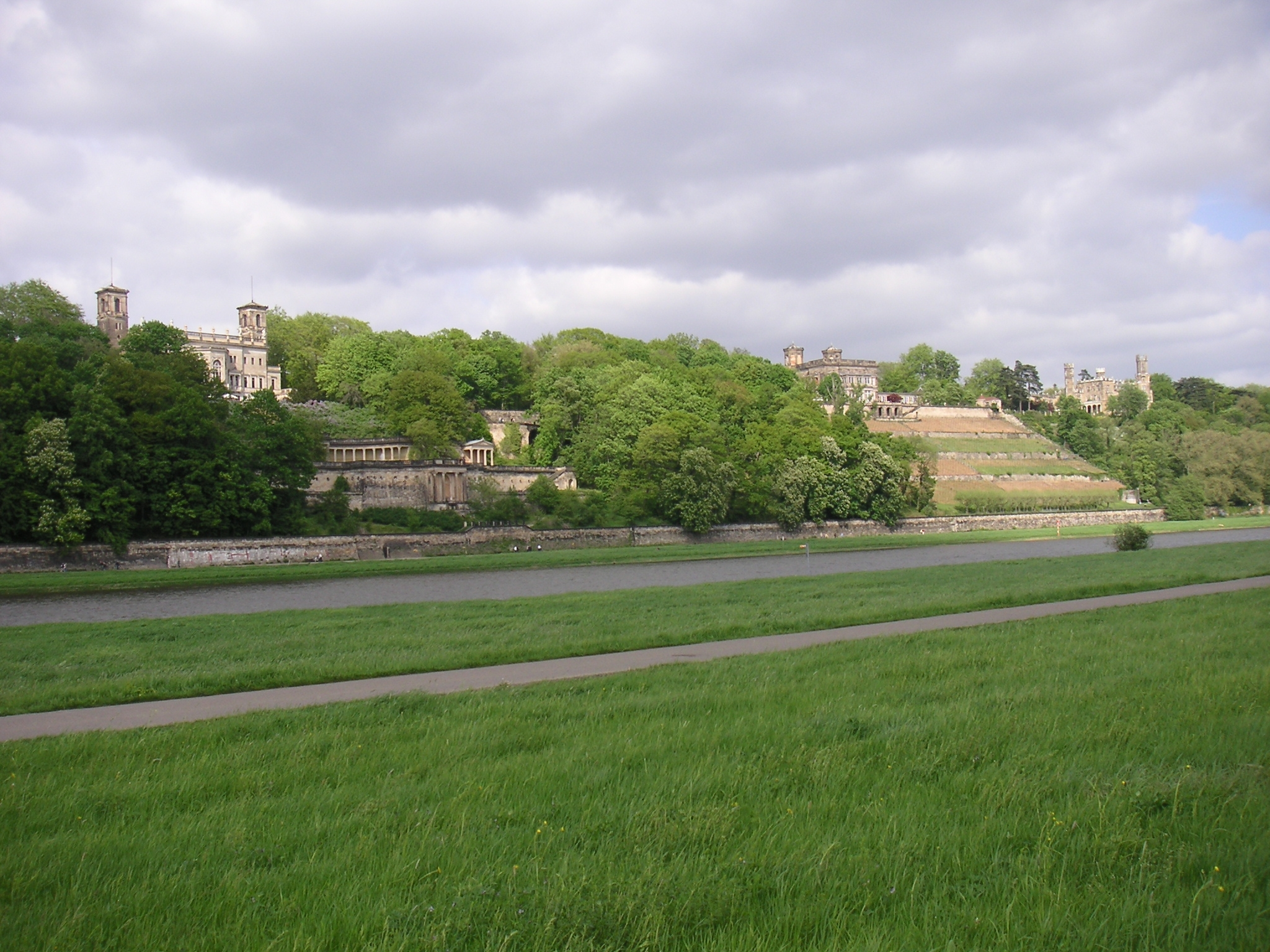
Die drei Elbschlösser von Südwesten (Johannstädter Elbwiesen) her gesehen

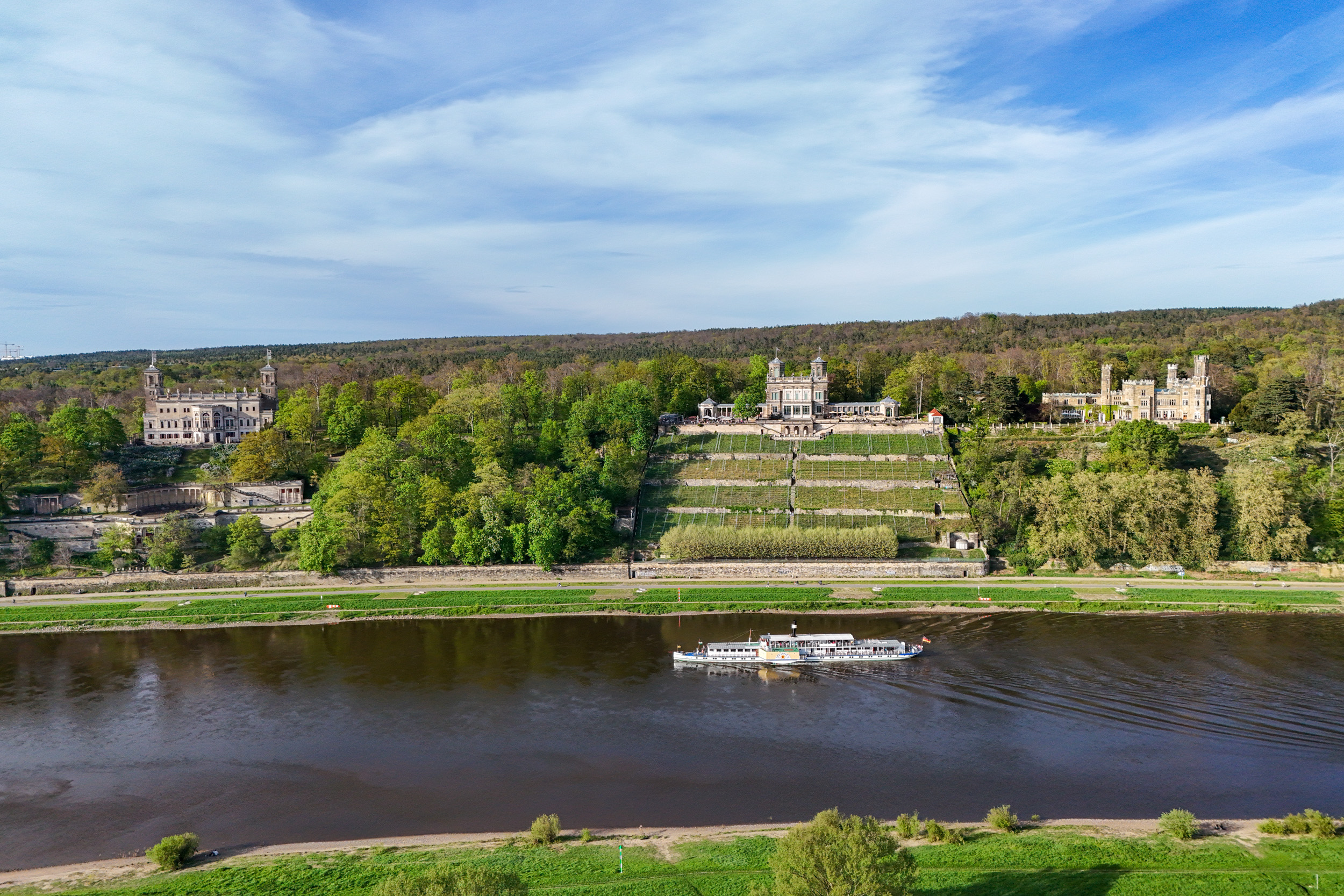
Die Elbschlösser und der Dampfer Meissen, 2024

Die drei Elbschlösser, auch Albrechtsschlösser genannt, sind die am Dresdner Elbhang (im Stadtbezirk Loschwitz) gelegenen Bauwerke
- Schloss Albrechtsberg,
- Lingnerschloss (Villa Stockhausen) und
- Schloss Eckberg.

(Aufzählung in flussaufwärtiger West-Ost-Reihenfolge wie auf den nebenstehenden Bildern)

## Geschichte
Die im Volksmund gebräuchliche Bezeichnung Albrechtsschlösser rührt von der Entstehung der beiden Gebäude Schloss Albrechtsberg und Lingnerschloss her, die im Auftrag von Albrecht von Preußen errichtet wurden. Alle drei Anwesen entstanden im Zeitraum 1850–1861 auf dem Gelände des vormaligen Findlaterschen Weinbergs.
Da die Elbschlösser ein zentral gelegener und repräsentativer Bestandteil des Weltkulturerbes Dresdner Elbtal (2004–2009) waren, wurde 2007 im mittleren der drei (dem Lingnerschloss) das Welterbezentrum eingerichtet.

## Lage, Parkanlagen
Die Elbschlösser befinden sich auf der Anhöhe am rechten Elbufer etwa 3 km stromaufwärts vom Dresdner Stadtzentrum zwischen Wasserwerk Saloppe und Dinglingers Weinberg (nach Johann Melchior Dinglinger) unweit des Blauen Wunders. Die Grundstücke sind als Parkanlagen im englischen Stil angelegt und bilden zur Elbseite hin Terrassen, die teilweise zum Weinbau genutzt wurden bzw. werden.
Die Parkanlagen von Schloss Albrechtsberg und vom Lingnerschloss (Villa Stockhausen) sind über mehrere Tore an der Bautzner Straße nahe der Haltestelle „Elbschlösser“ (Straßenbahnlinie 11) sowie über ein Tor am Weinhang des Lingnerschlosses zum Elberadweg tagsüber frei zugänglich. Die Parks von Schloss Albrechtsberg und Lingnerschloss bilden eine Einheit. Der Park und das Schloss Eckberg befinden sich, im Gegensatz zu den beiden anderen Schlössern, im Privatbesitz. Daher ist der Park den dortigen Restaurant- und Hotelgästen vorbehalten.